# Loch Kennard
Loch Kennard är en sjö i Storbritannien.   Den ligger i kommunen Perth and Kinross och riksdelen Skottland, i den norra delen av landet, 600 km norr om huvudstaden London. Loch Kennard ligger 418 meter över havet. I omgivningarna runt Loch Kennard växer i huvudsak blandskog.